# Soobkand
Soobkand ist ein See auf der größten estnischen Insel Saaremaa im Kreis Saare. Am Ufer des 1,4 Hektar großen See entfernt liegt der Ort Ninase und 290 Meter entfernt die Ostsee. Er liegt auf der Halbinsel Ninase poolsaar.